# جواز سفر قطري
جواز السفر القطري يصدر لمواطني دولة قطر بغرض الرحلات الخارجية.

البلدان والأقاليم التي لا تفرض تأشيرة أو تطلب تأشيرة دخول عند الوصول للجهة، لحاملي جوازات السفر القطرية العادية.

## الجواز القطري الإلكتروني
تم في 20 أبريل 2008 البدء في إصدار الجواز القطري الإلكتروني وتكون بذلك دولة قطر هي الدولة الأولى عربياً التي تستخدم الجواز السفر الإلكتروني.

## اقرأ أيضا
- جواز السفر الألماني

## وصلات خارجية
- الإداراة العامة للجوازات في قطر